# Adam Mabane
Adam Mabane (c. 1734 - 3 janvier 1792) est un médecin et politicien au début de la province de Québec.

## Biographie
Il est né en Écosse vers 1734. Assistant chirurgien dans l'armée britannique menée par Amherst, il arrive au Québec en 1760. Mabane sert à l'hôpital militaire de la ville de Québec et aussi en pratique privée en tant que médecin. En 1764, il est nommé au conseil de Québec et devient juge à la Cour des plaidoyers communs du district de Québec. Il est démis du Conseil après l'arrivée d'un nouveau lieutenant-gouverneur, Guy Carleton, en 1766. En 1775, il est nommé au Conseil législatif et devient un leader du parti français dans le conseil. Après que Peter Livius est démis de ses fonctions de juge en chef du Québec en 1786, Mabane assume de nombreuses tâches associées à ce poste. Bien que le Conseil législatif a appuyé l'introduction de l'habeas corpus pour les affaires criminelles en 1784, Mabane et le parti français s'opposent à l'introduction des principes de droit civil anglais dans la province, en le voyant comme contraire à l'acte de Québec.
Lorsque de nouveaux conseils sectoriels sont établis par l'Acte constitutionnel de 1791, Mabane est nommé à la fois aux conseils exécutif et législatif. Cependant il meurt à Sillery en janvier 1792, avant qu'il puisse être assermenté.